# 帕累托改善
帕累托改进（英語：Pareto Improvement），是一个重要的微观经济学概念。假设分析是针对两方互相竞争的竞争对手。主要探讨如何在没有牺牲任何一方的福利下改善另一方、或双方的福利。一般上，可利用埃奇沃斯框图（Edgeworth Box）来分析，并理解帕累托改善的概念。
埃奇沃斯框图主要有两方的效用曲线（indifference curve或utility curve）组成，其中一方的效用曲线是倒过来的。双方的效用曲线相切之处，便是最有效率的消费组合，也就是所谓的帕累托最优（pareto efficiency或pareto optimality）的消费组合。在埃奇沃斯框图在中，所有的消费组合都是合理的。但唯有双方的效用线相切之处才是最有效率的。将所有的帕累托最优的消费组合连接起来，组成的曲线称为契约线（contract line）。